# 穆拉德纳加尔
穆拉德纳加尔（Muradnagar），是印度北方邦Ghaziabad县的一个城镇。总人口74080（2001年）。

## 人口
该地2001年总人口74080人，其中男性39580人，女性34500人；0—6岁人口9844人，其中男5923人，女3921人；识字率53.32%，其中男性为61.40%，女性为44.05%。